# Campanula autraniana
Campanula autraniana là loài thực vật có hoa trong họ Hoa chuông. Loài này được Albov mô tả khoa học đầu tiên năm 1894.